# Tacs
Tacs (románul Tonciu, németül Tatsch) település Romániában, Beszterce-Naszód megyében.

## Fekvése
Besztercétől 20 km-re délre, Szászlekence, Vermes, Galacfalva és Harina közt fekszik.

## Története
1587-ben említik először, Thaczy néven.
A középkorban főként németek lakták, akik a reformáció idején felvették a lutheránus vallást. 1602-ben Giorgio Basta katonái elpusztították a települést, így az a következő két évtizedre lakatlanná vált. Az 1620-as években magyarok és szászok költöztek a faluba, mindkét nép ekkor a lutheránus vallás híve volt.
1691-ben Halász István lutheránus lelkipásztor az úrvacsorát református rítus szerint osztotta ki, ezért beidézték a besztercei lutheránus elöljárók elé. Mivel nem ment önként, megpróbálták elfogatni, mire a Harina melletti hegyen fölakasztotta magát. Ekkor híveinek egy része (főként a magyar ajkú lakosság) tiltakozásként áttért a református vallásra.
A falu a trianoni békeszerződésig Beszterce-Naszód vármegye Besenyői járásához tartozott.
A II. világháborút követően szász lakosságát kitelepítették, azóta túlnyomórészt magyarok lakják.

## Lakossága
1910-ben 430 lakosa volt, ebből 274 magyar, 127 német és 29 román.
2002-ben 248 lakosából 236 magyar, 8 román, 4 cigány nemzetiségűnek mondta magát.

## Látnivalók
- Lutheránus temploma
- Református kőtemploma egy korábbi, 1691-ben emelt sövényfalú templom helyére épült az 1711. esztendőben, Bethlen Ferenc főispán közbenjárására. 1800-ban kibővítve újjáépítettek. Az utóbbi évtizedekben súlyos statikai problémák és többszörös viharkárok miatt rendkívül rossz állapotba került templom tornya 2021. április 17-én este leomlott. Orgonáját, harangját és egyéb értékesebb berendezéseit már korábban átszállították a másik templomba, most az omlásban ugyancsak megsérült, különösen jelentős művészettörténeti értékű kazettás famennyezet áthelyezeséről is gondoskodni kell, mert az épület menthetetlenné vált.